# 地域コミュニティ
地域コミュニティ（ちいきコミュニティ）とは、地域住民が生活している場所、すなわち消費、生産、労働、教育、衛生・医療、遊び、スポーツ、芸能、祭りに関わり合いながら、住民相互の交流が行われている地域社会、あるいはそのような住民の集団を指す。コミュニティという総称には、市町村などの地方自治体、地域を越えて連携した非営利組織などの集団、インターネット上で連絡を取り合う集団なども含まれる。そこで、地域社会の現地住民が集団の構成要素であるコミュニティを、特に地域コミュニティと定義し、行政、地域を越えた連携と連絡を基盤としたその他のコミュニティと区別する。
日本の共同体は、村落に居住する住民を構成員とする集団であり、伝統的、歴史的な地域コミュニティといえる。ただし、共同体は、構成員を拘束する規範が強いとされ、合意、契約を基盤とするコミュニティとは異なるとの見解もある。

## 特徴
地域コミュニティは、地域内に居住する住民相互の情報共有あるいは情報の対称性を特徴とし、住民相互の信頼関係が築かれている。信頼関係は、協力関係を生むが、競争や対立も内包している。しかし、構成員の個別利益や共同利益を過度に侵害することはしない。この点では、モラル・ハザードや過当競争は抑制されていると考えられる。つまり、地域コミュニティには、構成員の住民の相互利益を維持する規範が存在するといえる。
日本にあっては、少子高齢化にともなう子育て支援、老人の介護、障害者の自立支援など社会保障の問題，あるいは企業の社会的責任をめぐって、地域社会と企業の共生の問題として、地域コミュニティの形成とその重要性が議論されている。地域コミュニティは、人間性を回復して、自律型の地域社会をつくる基盤であり、人々のニーズを地域情報化することで、参加型の持続可能な開発につながるともされる。
このように、地域コミュニティの住民が相互の生活保障に配慮しつつ、地域活性化に積極的にかかわっているのであって、地域コミュニティを持続可能な開発の担い手、草の根民活として位置づけることも可能である。

## 資源管理
地域コミュニティには、住民に利益がある公共財や資源があり、その中には住民に共有されている資源も多い。具体的には、入会地、里山、山林、共有地、湧水、河川、農業用水路、沿岸資源などが住民の共有資源となっており、ローカル・コモンズとして利用と管理がなされている。地域経済における薪炭生産、牧畜、生業的漁業も、このようなローカル・コモンズの利用、管理に依存しているところが多い。

## アジアの地域コミュニティ

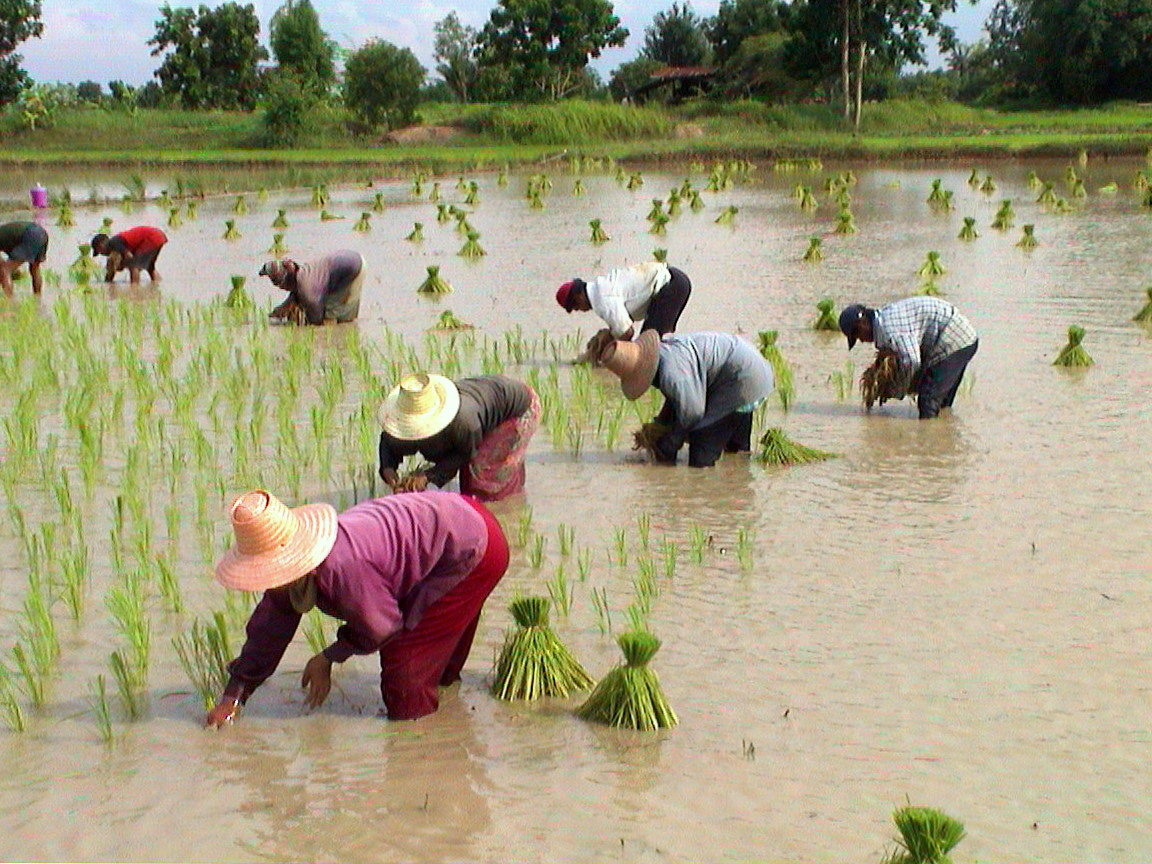
タイ東北地方の地域コミュニティにおける田植え。1ヘクタールに満たない水田でも農業労働者が雇用されている。

稲作農業が主な生業となっているアジアの地域コミュニティにあっては、田植え、除草、収穫などの農繁期には労働交換や農業労働者として地域コミュニティの構成員を雇用する。後者は、水田の持ち主が、日当や歩合給与を支払って、農業労働者を雇用するもので、1ヘクタール満たない小規模な農家でも、地域コミュニティの構成員を雇って農業を行う。つまり、地域コミュニティにあって、少ない雇用機会を構成員相互が分け合うワーク・シェアリングが行われ、住民の生活保障の機能を担っている。
アジアの大都市についても、露店の営業、廃品回収などを生業とした都市インフォーマル部門を、貧困層の自助努力として評価し、住民の生活保障の機能を、都市の地域コミュニティに求める見解もある。

## 日本の地域コミュニティ
日本における地域コミュニティは、市町村の地区単位で組織化されており、町内会あるいは自治会として存在する。しかし、マンションの増加や転勤族の増加にともない、これら既存のコミュニティに加入したり参加する者は減少傾向である。一方で、特定の地域問題において社会貢献を目指すNPOや市民グループなどのテーマ・コミュニティが活発であったり、匿名かつ責任や危険やコストの発生しない気軽な交流空間としてインターネット・コミュニティが盛んになるなど、コミュニティのあり方も多様化しつつある。今日の地域再生の論議では、こうした地域コミュニティにおける新旧住民あるいはコミュニティの相互関係の構築が課題のひとつとなっている。
コミュニティは地縁集団としての用法と、地域社会としての用法がある。地域社会として用いられる場合、エリアの問題としてのアプローチ・近隣の問題としてのアプローチがある。このような意味における日本におけるコミュニティの典型例として、町内会・自治会というものが挙げられる。これらは農業コミュニティや中心商店街コミュニティにその基礎をおいており、農業や中心商店街の衰退により、地域活動そのものも衰退してきている。また、マンション化が進み自治会に加入しないケースが増加。施設管理のみを行う管理組合はコミュニティとしての機能を有さず、町内会自治会加入住民との利害対立構造をもたらすケースが相次いだ。

## 市民活動
退職後の"関心ある個人"が増加。NPO参加やボランティア活動など、社会に対し退職後に積極的に関わる個人が増加している。地縁団体が反対運動や苦情提出を行うのではなく、自ら課題解決に取り組む、課題別市民活動が広がりを見せている。特に防犯活動や公園管理など、課題対策型の地縁団体が、その活動範囲を広げるケースが見受けられる。